# Нагиленко Катерина Семенівна
Нагиленко Катерина Семенівна — Герой Соціалістичної праці.

## Біографія
Росла без батька тільки з матір'ю.
Закінчила школу в Новому Донбасі після цього шість років пропрацювала у дитячому садку.
Прийшовши на ферму, Катерина працювала у бригаді Циганкової, була ученицею Кострицької.
У Світлому пропрацювала 30 років дояркою в радгоспі «Добропільський», у неї були надої 3600,5700,6000 кг.-зросли надої на одну фуражну корову в її групі.
У 33 роки вона отримала орден Трудового Червоного Прапора, в 35 перший орден Леніна. З 1972 року Герой Соціалістичної праці.
Учасниця Всеукраїнських та Всесоюзних виставок.
У 1980-х роках була організатором Клубу ім. Нагіленко, який об'єднав передових доярок району.